# Семенюк-Самсоненко, Валентина Петровна
Валенти́на Петро́вна Семеню́к-Самсо́ненко (укр. Валентина Петрівна Семенюк-Самсоненко; урожд. Скибью́к (укр. Скиб'юк); 4 июня 1957, Заречье — 27 августа 2014, Чайки, Киевская область) — украинский политик, Глава Фонда государственного имущества Украины (2005—2008), Народный депутат Украины II, III, IV и V созывов.

## Биография
Валентина Скибьюк родилась 4 июня 1957 в житомирском селе Заречье. С 1974 года она работала делопроизводителем Ружинского поселкового совета народных депутатов и руководила параллельно драматическим кружком районного дома культуры в Ружине. В 1977 году уже замужем Валентина Семенюк перешла на комсомольскую работу. В 1982 году окончила Житомирский сельскохозяйственный институт по специальности экономист-организатор сельскохозяйственного производства. С этого же года она занимала должности бухгалтера и старшего бухгалтера централизованной бухгалтерии управления сельского хозяйства, а затем старшего и главного экономиста Ружинской районной плановой комиссии.
В 1990 году Валентина Семенюк стала секретарём Ружинского районного комитета КПУ и вышла таким образом на политическую сцену. После запрета Компартии в августе 1991 года она работала старшим экономистом районного плана, а затем — заведующим социально-экономическим отделом Ружинской районной государственной администрации.
Сначала Валентина Семенюк вступила в ряды Социалистической партии Украины (СПУ), но после возобновления деятельности КПУ в июне 1993 года она перешла в эту партию и даже возглавила Ружинский районный комитет Компартии.
На парламентских выборах 1994 года Валентина Семенюк баллотировалась как кандидат от КПУ на должность Народного депутата Украины от Андрушёвского избирательного округа (№ 159). В первом туре 27 марта она заняла второе место, набрав лишь 12,77 %, из-за чего 4 апреля был назначен второй тур. На этот раз Валентине Семенюк удалось одержать победу — она получила 50,62 % голосов избирателей и прошла в украинский парламент. Там она занимала должность Секретаря Комитета по вопросам агропромышленного комплекса, земельных ресурсов и социального развития села. Именно во времена этой каденции Валентина Семенюк снова изменила политическую партию и в который раз перешла в СПУ.
12 мая 1998 Валентина Семенюк во второй раз была избрана в состав Верховной Рады Украины — теперь за объединённым избирательным списком СПУ и СелПУ (№ 33 в списке). Уже вскоре её избрали в Комитет по вопросам аграрной политики и земельных отношений.
В 1999 году получила диплом юриста в Национальной юридической академии Украины имени Ярослава Мудрого.
31 марта 2002 Валентина Семенюк в третий раз получила мандат в Верховной Раде Украины, куда она попала под номером 4 избирательного списка СПУ. С июня того же года Валентина Семенюк возглавляла Специальную контрольную комиссию по вопросам приватизации.
13 апреля 2005 Президент Украины Виктор Ющенко назначил Валентину Семенюк председателем Фонда государственного имущества Украины, из-за чего она выбыла из украинского парламента.
25 мая 2006 Валентина Семенюк в четвёртый раз попала в стены Верховной Рады Украины. Но вскоре она снова потеряла свой мандат, потому что оставила за собой должность Председателя Фонда государственного имущества Украины.
30 сентября 2007 Валентина Семенюк снова пыталась пройти в украинский парламент по списку СПУ, но эта политическая сила не смогла преодолеть проходной барьер.
В феврале 2008 года Валентина Семенюк вышла замуж за Виталия Самсоненко и сменила свою фамилию на Семенюк-Самсоненко. Примерно тогда же за должность Валентины Семенюк началась спор между Президентом Украины и Кабинетом Министров Украины. 6 февраля Кабмин издал распоряжение № 208-р/2008, согласно которому на время проведения служебного расследования Валентина Семенюк отстранялась от выполнения своих полномочий в период с 7 февраля по 4 апреля 2008 года. Кроме того было выдано ещё одно распоряжение, согласно которому обязанности Валентины Семенюк временно должен выполнять Андрей Портнов, народный депутат от Блока Юлии Тимошенко. Уже 7 февраля Президент Украины своим указом остановил действие этих распоряжений. Впоследствии, 15 апреля и 25 апреля, Президент Украины дважды менял форму этого указа, но смысл оставался тем же самым, что позволило Валентине Семенюк-Самсоненко удержать свой пост. 26 декабря 2008 Верховная Рада Украины своим постановлением уволила Валентину Семенюк-Самсоненко с должности председателя Фонда государственного имущества Украины и поставила таким образом точку в описанной дискуссии.
27 августа 2014 года найдена мёртвой в собственном доме в селе Чайки. Смерть наступила в результате выстрела в голову, произведённого из охотничьего ружья. Первоначально органами МВД была озвучена версия о самоубийстве, однако позднее — открыто уголовное дело по статье «умышленное убийство». 20 апреля 2017 года Национальная полиция Украины закрыла уголовное производство по факту смерти бывшего председателя Фонда государственного имущества Украины Валентины Семенюк-Самсоненко в связи с отсутствием состава преступления.
Александр Мороз отмечал, что не верит в её самоубийство: «Женщина, которая верила в Бога, очень уважала своих родителей, любила детей, так сделать не могла. У неё было много информации. Законы о приватизации — это её законы. Она была оптимистом, последовательной в отстаивании правды и справедливости. Она, будучи рядовым депутатом, доказала в суде, что приватизация „Криворожстали“ была сделана неправильно, вернула завод стране».